# Barssia yezomontana
Barssia yezomontana är en svampart som först beskrevs av Kobayasi, och fick sitt nu gällande namn av Trappe 1979. Barssia yezomontana ingår i släktet Barssia och familjen Helvellaceae.   Inga underarter finns listade i Catalogue of Life.